# Procissão do Enterro do Senhor de Braga

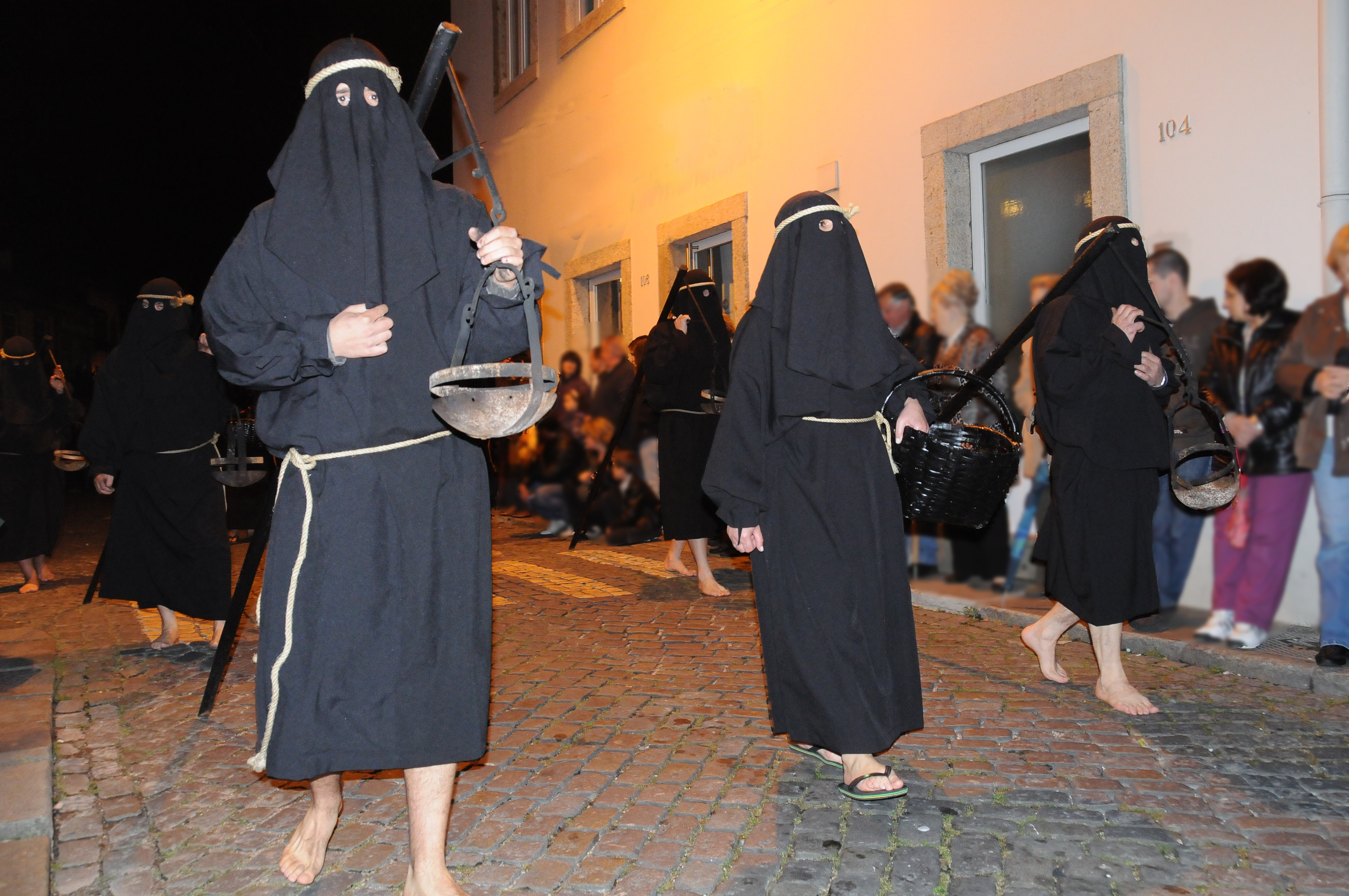
Farricocos na procissão do Enterro do Senhor

Procissão do Enterro do Senhor é uma procissão nocturna realizada anualmente na cidade de Braga, na Sexta-Feira Santa.
A procissão é organizada pelo Cabido da Catedral, Irmandades da Misericórdia e de Santa Cruz e Comissão da Semana Santa e leva pelas ruas da cidade o esquife do Senhor morto, acompanhado por várias irmandades, cavaleiros das Ordens Soberana de Malta e do Santo Sepulcro de Jerusalém, Capitulares da Sé e autoridades. Vão também os andores de Santa Cruz e da Senhora das Dores.
Em sinal de luto, os Capitulares e os membros das Confrarias vão de cabeça coberta. As figuras alegóricas ostentam um véu de luto.
As matracas dos farricocos vão silenciosas. As bandeiras e estandartes, com tarja de luto, arrastam-se pelo chão.
Esta procissão não deve ser confundida com a "Procissão Teofórica do Enterro do Senhor" que se realiza horas antes, após a oração de Vésperas, no interior da Sé Catadral. A Procissão Teofórica é assim chamada por transportar verdadeiramente Deus. Nela é levado um caixão contendo a Sagrada Eucaristia desde o altar-mor até ao lugar preparado como "Sepulcro" onde fica para adoração dos fiéis até à noite da Vigilia Pascal. Acompanham a procissão o Arcebispo Primaz, os Capitulares e demais clérigos presentes, Cavaleiros e Damas das Ordens Soberana de Malta e Equestre do Santo Sepulcro de Jerusalém e Irmãos da Santa Casa da Misericórdia.